# بوب بيسونت
بوب بيسونت هو لاعب هوكي جليد وشخصية أعمال كندي، ولد في 27 أبريل 1981 في كاراكاس في فنزويلا، وتوفي في 4 سبتمبر 2016 في Flatlands, New Brunswick ‏ في كندا.

## وصلات خارجية
- بوب بيسونت على موقع EliteProspects.com (الإنجليزية)
- بوب بيسونت على موقع HockeyDB.com (الإنجليزية)
- بوب بيسونت على موقع ميوزك برينز (الإنجليزية)
- بوب بيسونت على موقع ديسكوغز (الإنجليزية)